# Thiothroch
Thiothroch war von 864/865 bis zu seinem Tod 875 oder 876 Abt des Klosters Lorsch.
868 nahm er an der Synode von Worms teil, die langwirkende kirchenrechtliche Beschlüsse fasste.
Abt Thiothroch von Lorsch baute die Kirche auf dem Heiligenberg bei Heidelberg aus, wo später das Kloster St. Michael entstand.
Der Name von Thiothroch wurde – zusammen mit denen von vier weiteren Äbten – in einer Lorscher Prachthandschrift, einem nur noch in Bruchstücken erhaltenen Sakramentar, in einem Goldrahmen vermerkt, ein Nachtrag aus der ersten Hälfte des 10. Jahrhunderts.